# Библиотека манастира Сасе
Библиотека манастира Сасе се налази у склопу манастира Сасе или манастира Свете Тројице који се налази у Сасама, од Братунца удаљен 13 километара, на регионалном путу Братунац-Скелани, Република Српска, БиХ. Библиотека, као и манастир се налазе на локацији 49F8+4MC, Сасе.

## О библиотеци
Бублиотека манастира Сасе је смештена у конаку манастира, где су смештене и собе за госте и монахе, као и трпезарија.
Манастир је срушен у XV веку, средином XIX века откопани су темељи и саграђена црква, да би тек 1989. године био освештан манастирски конак и црква покривена бакром. Црква је опет срушена током последњег рата. Манастир поново оживљава од 2002. године. Обновљена је црква, саграђен нови конак, пратећи објекти, уређен манастирски комплекс.
Када је саграђен конак напраљена је и библиотека која је у његовом склопу. Фонд библиотеке попуњава се поклонима и куповином.